# Замок Сфорца
Не путать с Castello Sforzesco в Виджевано
Кастелло-Сфорцеско (итал. Castello Sforzesco, ломб. Castell Sforzesch) — главная резиденция миланских герцогов династии Сфорца, расположенная в центре Милана. Построена Франческо I Сфорца (правил в 1450-66 годах) в качестве одной из крупнейших крепостей Европы своего времени. В 1891-1905 годах реконструирована по проекту Луки Бельтрами для размещения городских музеев.

## История
Миланский замок первоначально возведён в XIV веке как резиденция Висконти, но был разобран толпой восставшего народа после провозглашения Амброзианской республики. В нынешнем виде отстроен Франческо Сфорца в середине XV века. Во второй половине XV века к украшению замка был привлечён Леонардо да Винчи; из его работ сохранились только пергола и рукопись с литературными опытами. 
Облик крепости Сфорца взяли за образец миланские архитекторы, работавшие над Московским Кремлём (форма башен и корона венчающих стены зубцов). Центральную башню миланской крепости (башня Филарете) спроектировал Антонио Филарете, одно время работавший вместе с Аристотелем Фиораванти.
С началом Итальянских войн Лодовико Сфорца бежал из Милана, а в Кастелло Сфорцеско водворился французский король Людовик XII. При его преемнике Франциске замок пришёл в запустение, в 1521 г. от удара молнии взорвался пороховой склад в башне Филарете, после чего она была разобрана. Испанский наместник Ферранте Гонзага, приступив к усилению города, встроил замок Сфорца в центр новых миланских укреплений в форме звезды. В дворцовых покоях были устроены казармы на 2000 солдат. 

Во время Революционных войн Миланом опять овладели французы, которых в апреле 1799 г. ненадолго вытеснил из города А. В. Суворов.  После возвращения французов местные патриоты вручили Наполеону петицию о том, что Кастелло Сфорцеско должен разделить судьбу Бастилии как символ ненавистного им самовластия. Вместо уничтожения замка Наполеон велел разбить перед ним просторную площадь. 
В 1893 г. была проведена масштабная реставрация Кастелло в романтическом духе, предусматривавшая восстановление таких примет средневековья, как ров вокруг замка. При реставрации 1900 г. под руководством Бельтрами была воссоздана и знаменитая башня Филарете.

## Современность
С начала XX века в замке Сфорца базируются богатая своим рукописным собранием Библиотека Тривульциана, а также группа музеев: Древнего Египта, доисторический, музыкальных инструментов, посуды и ряд других. Для всех них действует единый входной билет, причём по четвергам во второй половине дня и в последний час перед закрытием  вход бесплатный. 
От фресок Леонардо в герцогских покоях почти не осталось и следа; в гораздо лучшем состоянии дошли до наших дней зал для игры в мяч и Слоновый портик. В замке можно увидеть последнюю (незаконченную) скульптуру Микеланджело — «Пьету Ронданини», а также картины Мантеньи, Джованни Беллини, Филиппино Липпи, Корреджо и Понтормо. Отдельный интерес представляет собрание старинных музыкальных инструментов.